# Distretto di Darvi (Hovd)
Il distretto di Darvi è uno dei diciassette distretti (sum) in cui è suddivisa la provincia di Hovd, in Mongolia. Conta una popolazione di 2.362 abitanti (censimento 2010). 